# Conus granulatus
El Conus granulatus es una especie de caracol de mar, un molusco gasterópodo marino en la familia Conidae, los caracoles cono y sus aliados.
Estos caracoles son depredadores y venenosos. Son capaces de "picar" a los seres humanos y seres vivos, por lo que debe ser manipulado con cuidado o no hacerlo en absoluto.

## Descripción
La longitud máxima registrada de la concha es 64,1 mm. Los fragmentos de conchas se sabe que sugerirían un tamaño máximo de alrededor de 77 mm.

## Hábitat
La profundidad mínima registrada es de 0 m y la máxima es de 30 m.
En Barbados, la especie parece preferir los arrecifes de banca costa afuera, donde el agua es limpia, clara y bien oxigenada, aunque en tiempos pasados, parece haber habitado las aguas superficiales y cerca de la costa, antes de la degradación del medio ambiente.

## Galería

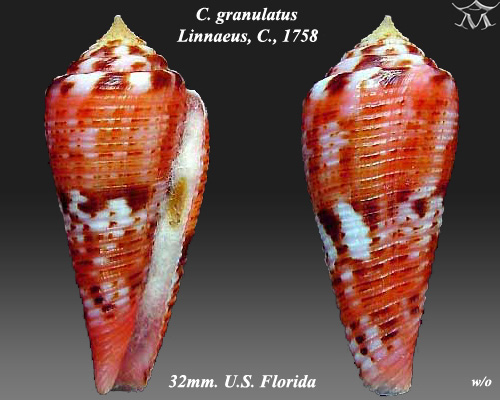
Conus granulatus Linnaeus, C., 1758